# Università cattolica Giovanni Paolo II di Lublino
L'Università cattolica Giovanni Paolo II di Lublino (in polacco Katolicki Uniwersytet Lubelski Jana Pawła II, in sigla KUL) è un'università cattolica con sede a Lublino, in Polonia.

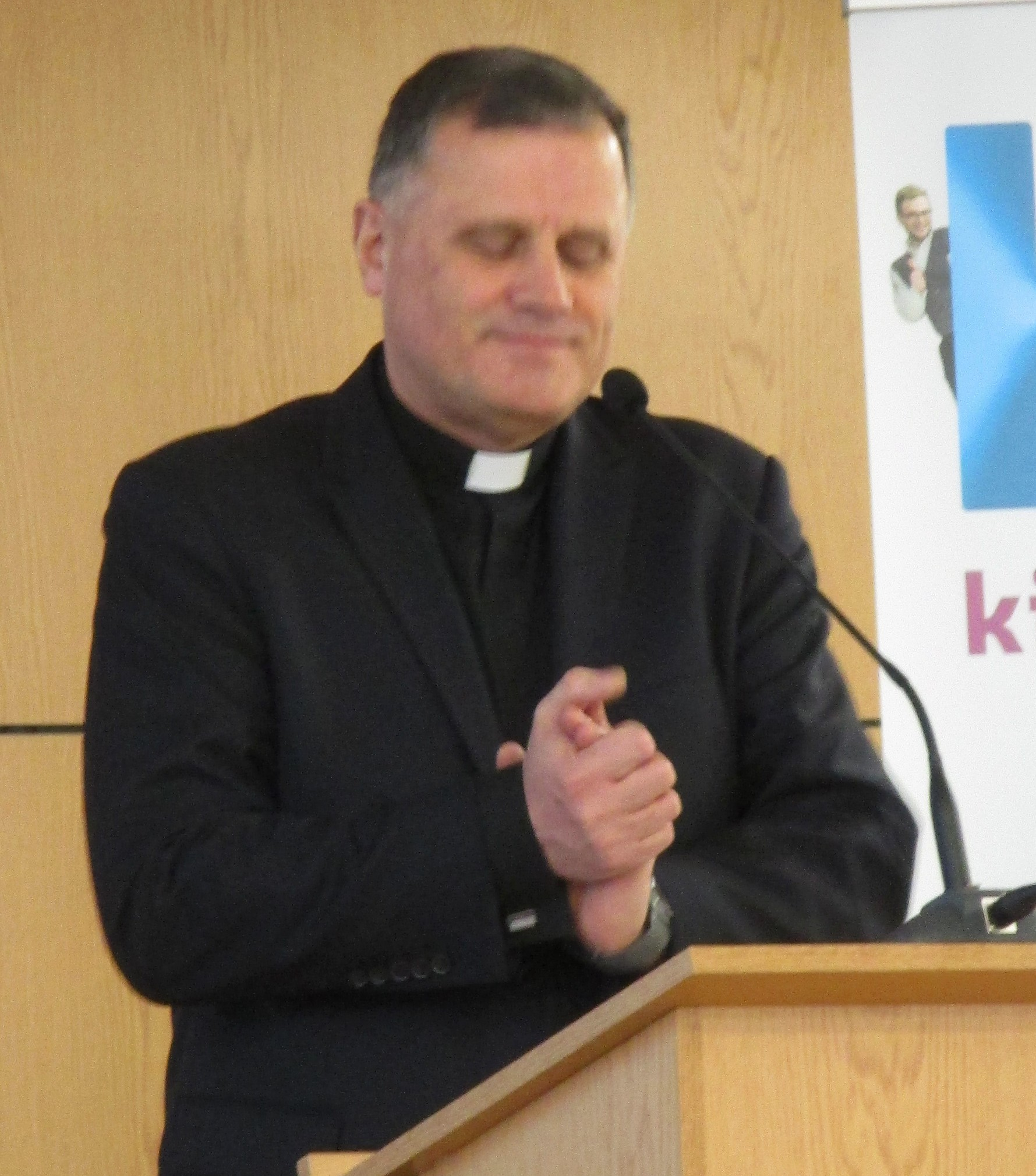
L'attuale rettore Antoni Dębiński

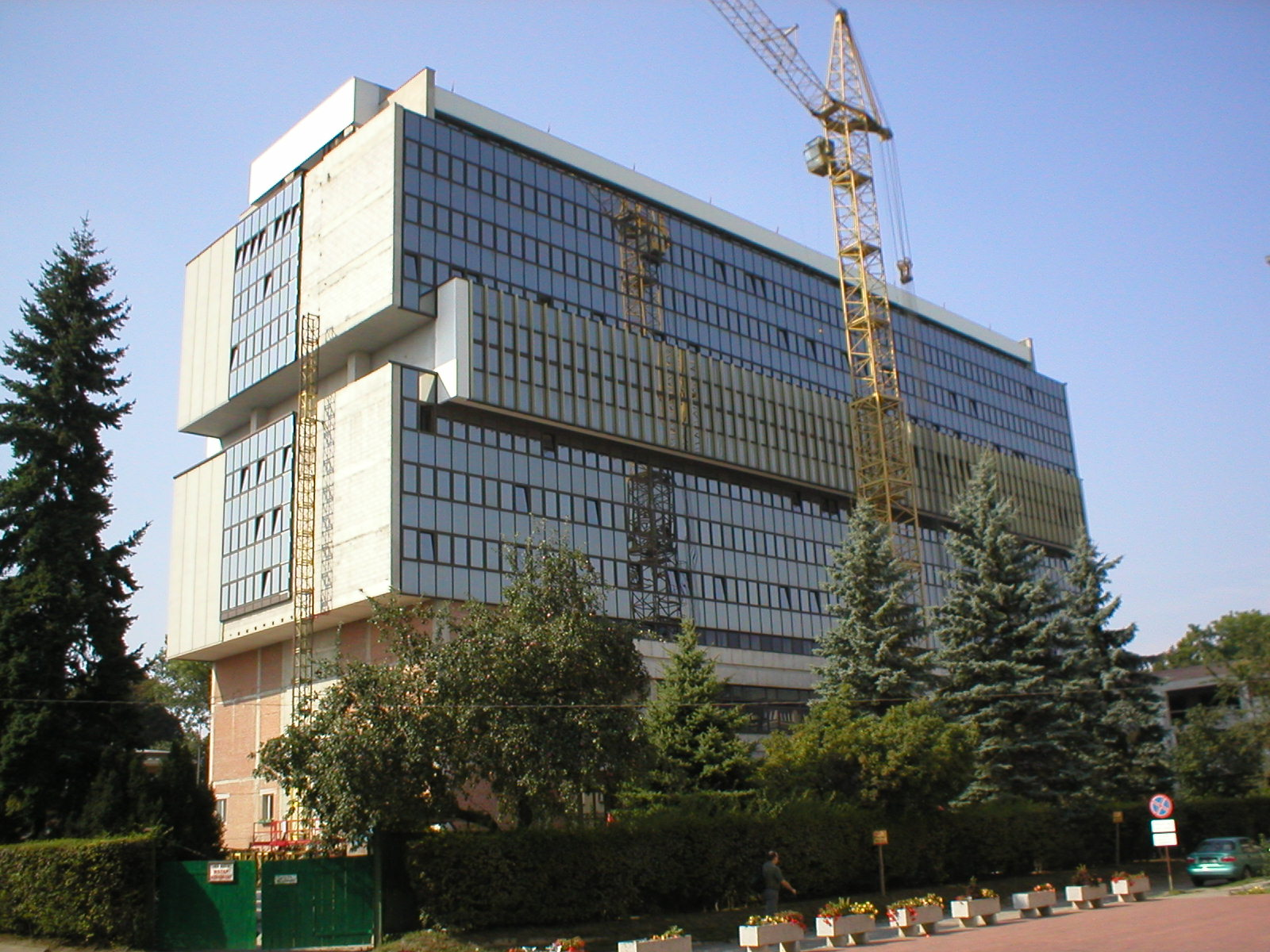
Parte dello stabilimento dell'università

## Storia
Padre Idzi Radziszewski fondò l'università nel 1918. Vladimir Lenin permise al prete di prendere possesso della libreria e delle attrezzature dell'Accademia teologica cattolica Imperiale romana di San Pietroburgo (istituita nel 1831 affinché anche il clero cattolico  russo avesse un proprio centro teologico di rango universitario) dopo la sua chiusura durante la rivoluzione d'ottobre, affinché aprisse l'Università in Polonia appena avesse riconquistato l'indipendenza.
Lo scopo dell'università era quello di offrire una moderna educazione universitaria conducendo ricerche scientifiche nello spirito di armonia tra scienza e fede. L'università cercava di produrre una nuova classe politica cattolica che avrebbe assunto un ruolo leader nella società polacca.
Fondamentale fu l'appoggio dell'arcivescovo di Mogilev (primate cattolico russo e "rettore supremo" ex officio dell'Accademia teologica di San Pietroburgo) Eduard Baron von der Ropp, già vescovo di Vilnius (all'epoca polacca).
Il numero degli studenti crebbe da 399 nel 1918-19 a 1440 nel 1937-38, questa crescita fu interrotta dallo scoppio della seconda guerra mondiale e dall'occupazione nazista della Polonia.Tra tutte le università presenti nei territori occupati dai nazisti, l'università di Lublino fu l'unica a continuare i lavori nell'ottobre 1939. Il 23 novembre 1939 i nazisti giustiziarono diversi accademici tra i quali i professori Michał Niechaj e Czesław Martyniak.
L'università fu chiusa e i suoi stabilimenti convertiti in un ospedale militare, ciò nonostante, l'università continuò le sue attività in segreto. Dopo l'invasione di Lublino dell'Armata Rossa nel luglio del 44, l'università riaprì il 21 agosto 1944.
Da allora l'università ha funzionato senza interruzione e rimase aperta durante gli anni del regime comunista che governò la Polonia dal 1945 al 1989, purtroppo alcune facoltà non ebbero lo stesso destino. Le facoltà di legge, scienze sociali e scienze dell'educazione vennero chiuse tra il 1953 e il 1956.
Fu l'unica università indipendente e cattolica esistente nell'intero blocco sovietico, dato che tutti i governi comunisti pretendevano di avere un totale monopolio sulle istituzioni scolastiche, il mantenimento dell'indipendenza fu un grande risultato.
L'università fu spesso presa di mira dalle autorità comuniste, specialmente tra gli anni 50 e il 60, le facoltà furono spesso messe sotto sorveglianza dalla polizia segreta. Periodicamente ad alcune di loro veniva tolto il diritto di rilasciare lauree, limitando le prospettive lavorative dei suoi laureati.
Nonostante le difficoltà l'indipendenza dell'università fu mantenuta e non adottò mai i dogmi marxisti che invece furono insegnati in tutte le università pubbliche, la KUL fu spesso rifugio degli studenti espulsi dalle altre università per ragioni politiche.
Dopo la caduta del comunismo in Polonia nel 1989 l'università ha quadruplicato i suoi iscritti e ingrandito i suoi campus.

## Composizione
- Facoltà di teologia
- Facoltà di diritto, diritto canonico e amministrazione
- Facoltà di filosofia
- Facoltà di scienze umane
- Facoltà di scienze sociali
- Facoltà di biologia e scienze ambientali
- Facoltà di scienze giuridiche ed economiche
- Facoltà di scienze sociali
- Facoltà di diritto e scienze economiche
- Collegio degli studi interculturali delle scienze umane
- Istituto di lessicografia

L'Università inoltre offre diversi corsi di laurea BA, MA e Phd in lingua Inglese, avendo circa 700 studenti stranieri.

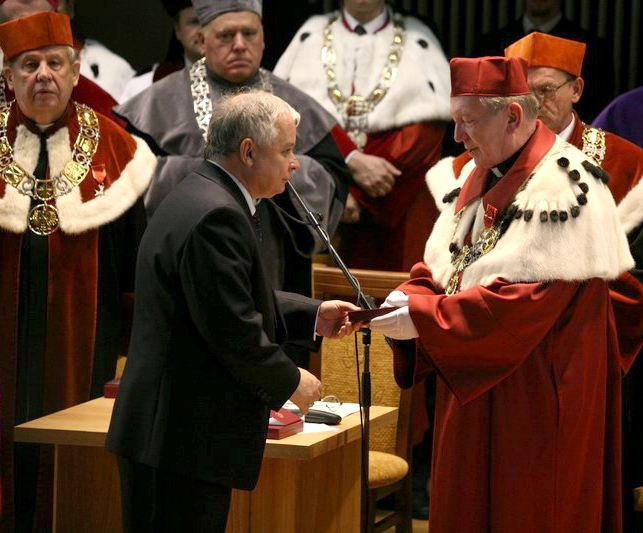
l'ex presidente Kaczyński alla cerimonia di apertura

## Dottori honoris causa[7]
- Stefan Wyszyński, cardinale primate della Polonia
- Toomas Hendrik Ilves, presidente dell'Estonia (2006-2016)
- Angelo Scola, cardinale italiano, patriarca di Venezia (2002-2011) e arcivescovo di Milano (2011-2017)
- Gianfranco Ravasi, cardinale e biblista italiano, teologo ed ebraista
- Kiko Argüello, iniziatore del Cammino neocatecumenale
- Rocco Buttiglione, accademico e politico italiano
- Lech Kaczynski, ex presidente della Repubblica di Polonia
- Romano Prodi, ex presidente del consiglio italiano ed ex presidente della Commissione europea